# Vile Nilotic Rites
Vile Nilotic Rites è il nono album in studio del gruppo musicale statunitense Nile, pubblicato il 28 agosto 2019 dalla Nuclear Blast.

## Descrizione
Si tratta del primo album realizzato con il chitarrista Brian Kingsland, subentrato a Dallas Toler-Wade, membro storico del gruppo dal 1997 e il 2016 e presente in tutti gli otto lavori in studio precedenti, e il primo e unico realizzato con il bassista Brad Parris.
Venne supportato da un tour nordamericano nell'autunno 2019 e, successivamente alla pandemia di COVID-19, anche in Europa nel 2022.

## Tracce
Testi di Karl Sanders.
1. Long Shadows of Dread – 4:07 (musica: Sanders, George Kollias)
2. The Oxford Handbook of Savage Genocidal Warfare – 3:09 (musica: Brian Kingsland, Kollias, Brad Parris)
3. Vile Nilotic Rites – 3:28 (musica: Sanders, Kollias)
4. Seven Horns of War – 8:48 (musica: Sanders, Kollias)
5. That Which Is Forbidden – 5:35 (musica: Kollias, Kingsland)
6. Snake Pit Mating Frenzy – 2:48 (musica: Sanders, Kollias, Parris)
7. Revel in Their Suffering – 5:44 (musica: Kingsland, Kollias)
8. Thus Sayeth the Parasites of the Mind – 1:42 (musica: Sanders, Parris)
9. Where Is the Wrathful Sky – 4:40 (musica: Sanders, Kollias, Kingsland)
10. The Imperishable Stars Are Sickened – 8:00 (musica: Sanders, Kollias, Kingsland)
11. We Are Cursed – 6:53 (musica: Sanders, Kollias)

## Formazione
Gruppo
- Karl Sanders – chitarra, tastiera, voce
- Brian Kingsland – chitarra, voce
- Brad Parris – basso, voce
- George Kollias – batteria, percussioni

Altro personale
- Mike Breazeale – voce ospite
- Joe Vesano – cori
- Jason Hohenstein – cori
- Joshua Ward – cori
- Zach Jeter – cori
- Loren Forester – cori
- Kael Sanders – cori
- Hunter Ross – cori
- William Boyd – cori
- Matt Arflin – cori

Produzione
- Karl Sanders – produzione, registrazione
- Mark Lewis – missaggio, mastering
- Jim Touras – ingegneria del suono (batteria)
- George Dovolos – ingegneria del suono (batteria)
- Brian Muniz – assistenza all'ingegneria del suono
- Michael "Xaay" Loranc – copertina, layout

## Classifiche
| Classifica (2019) | Posizione massima |
| ----------------- | ----------------- |
| Germania          | 54                |
| Scozia            | 72                |
| Spagna            | 94                |